# Turukku
Turukku, turukkum o turuqueus fou una tribu del regne de Mari. El seu rei fou Sasiya conegut generalment com a Zaziya. Fidels a Zimrilim, uns dos mil turuqeus van fer una emboscada a les forces de Qarni-Lim d'Andarig i Sharraya de Razama i Yussan. Van creuar el Tigris a Ade i uns quatre mil haurien arribat fins Ekallatum. El seu cap era un anomenat Razama; la regió entorn Ekallatum fou saquejada. El general elamita Kunnam els va contactar per intentar que passessin al camp dels enemics de Zimrilim. Més tard un contingent de turuqueus fou enviat a Babilònia. Després dos mil turuqueus, dos mil qabareus i mil yahurrumeus van derrotar Ishme-Dagan I d'Ekallatum, van conquerir algunes ciutats i van enviar els caps dels seus senyors a Ishme-Dagan; mig miler de turuqueus van assolar el territori al sud d'Ekallatum i Assur i van arribar a Razama (probablement la Razama del sud); junt amb els hadneus haurien atacat Íubatum.